# Echinophora spinosa
Espèce
Echinophora spinosa (l'Échinophore épineuse en français) est une espèce de plantes à fleurs de la famille des Apiacées. C'est une plante herbacée méditerranéenne.
Sa floraison a lieu de juillet à octobre.

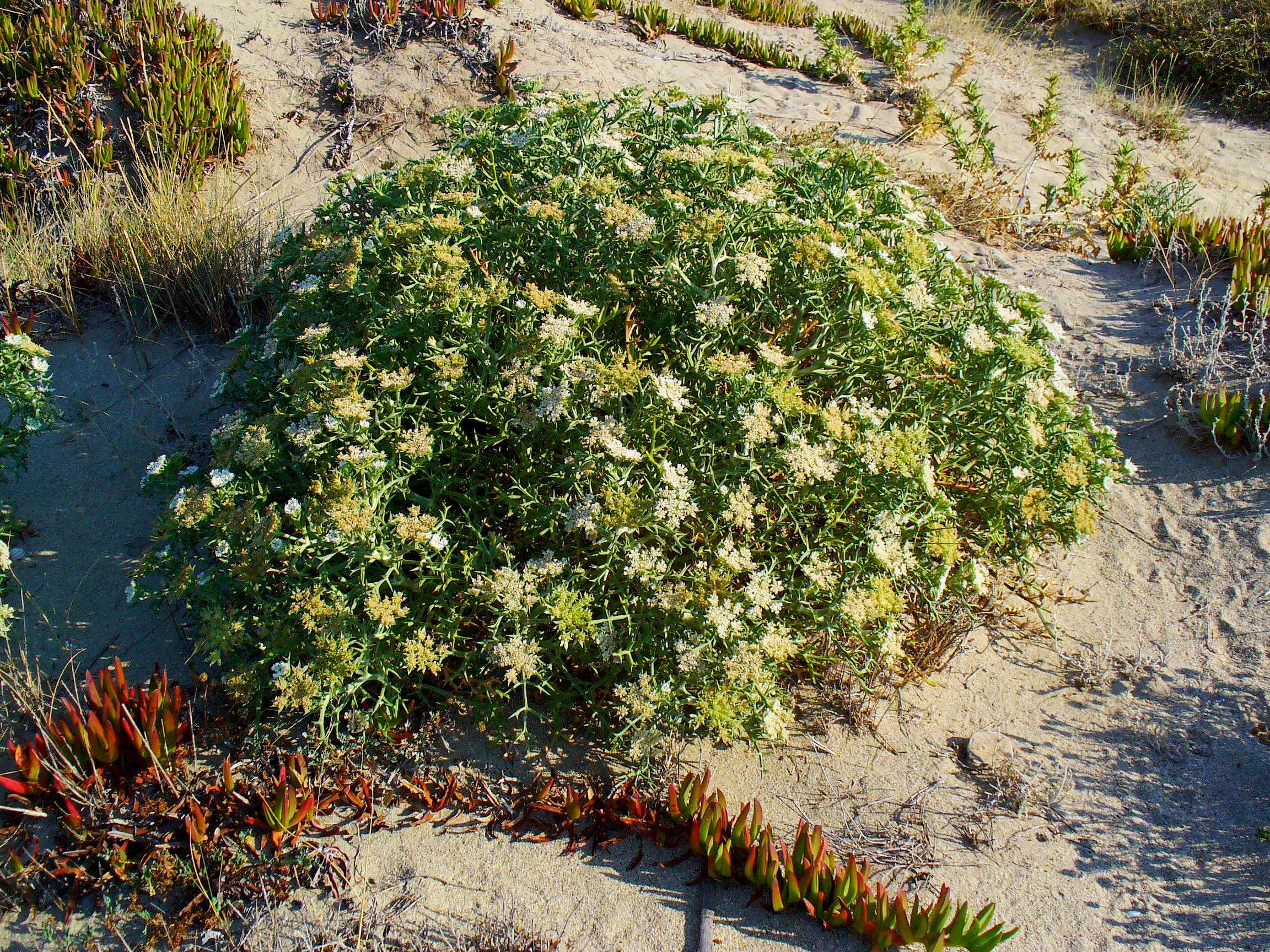
Echinophora spinosa à Port Leucate.
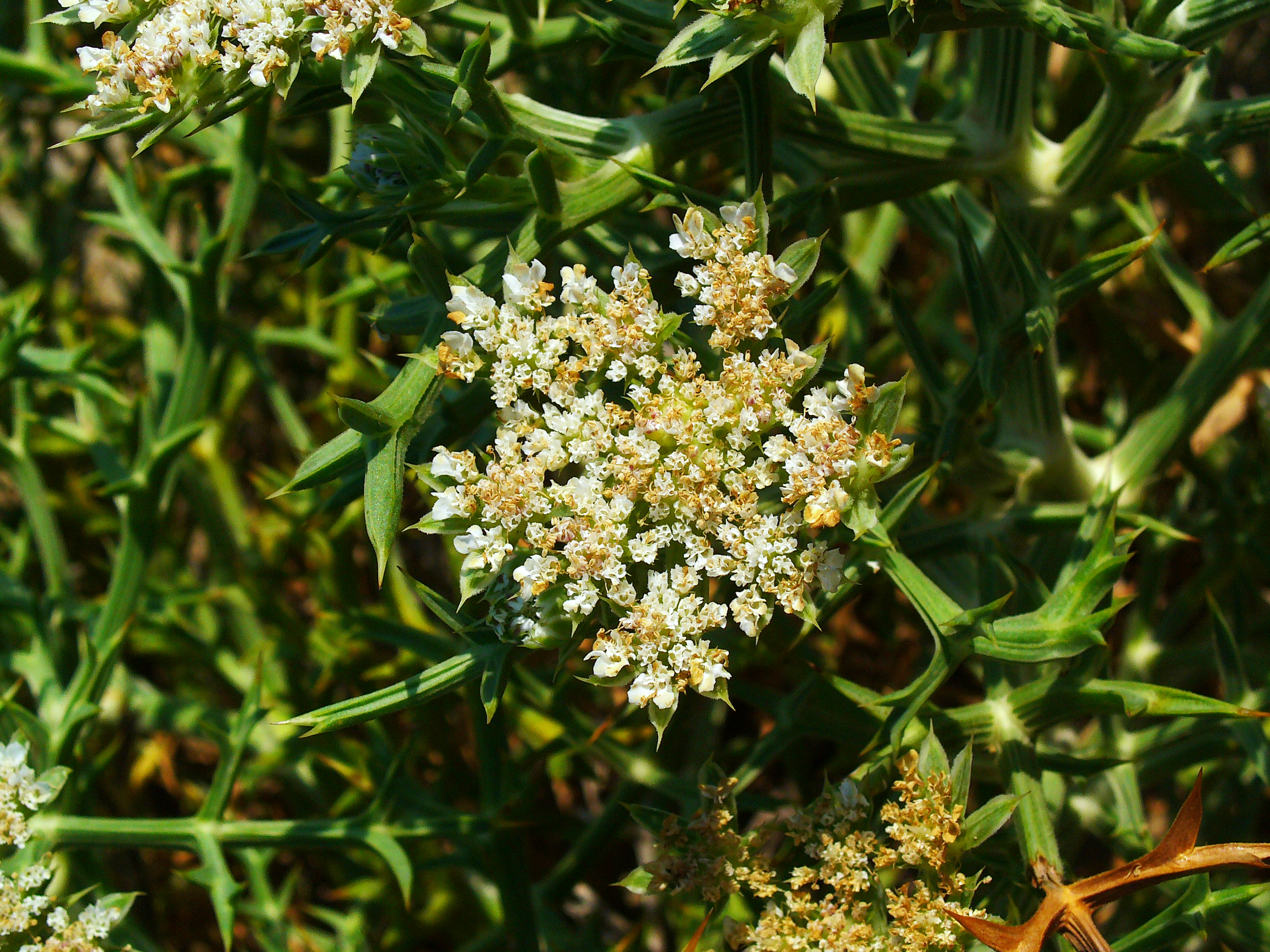
Echinophora spinosa à Port Leucate.
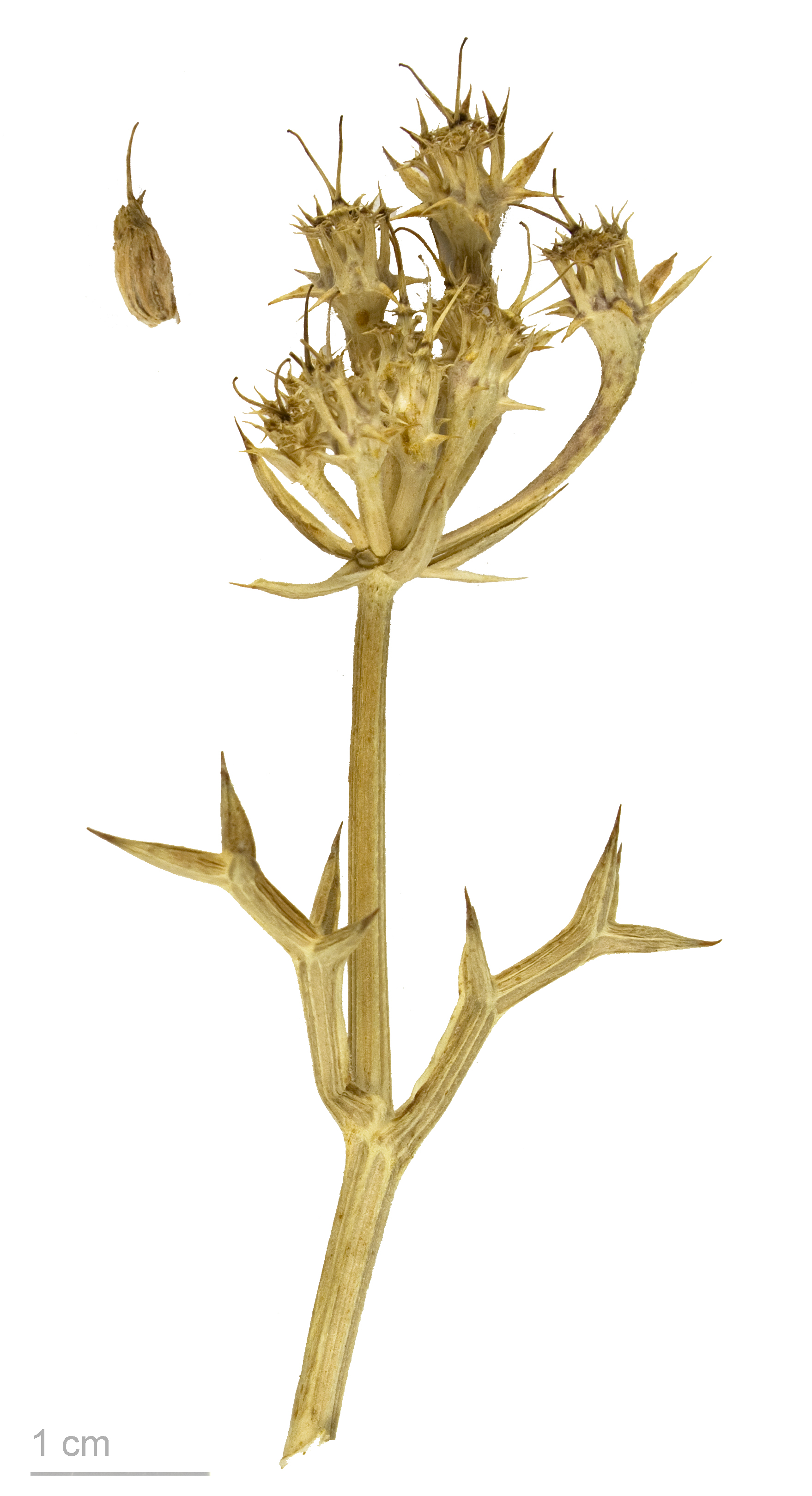
Echinophora spinosa au Muséum de Toulouse.